# Pizza
Pour les articles homonymes, voir Pizza (homonymie).
La pizza est une recette de cuisine traditionnelle de la cuisine italienne, originaire de Naples à base de galette de pâte à pain, garnie principalement d'huile d'olive, de sauce tomate, de mozzarella et d'autres ingrédients et cuite au four. Plat emblématique de la culture italienne, et de la restauration rapide dans le monde entier, elle est déclinée sous de multiples variantes. « L'art de fabriquer des pizzas napolitaines artisanales traditionnelles par les pizzaïolos napolitains » est inscrit au patrimoine culturel immatériel de l'UNESCO depuis 2017.

## Pizzas les plus répandues

Quelques pizzas
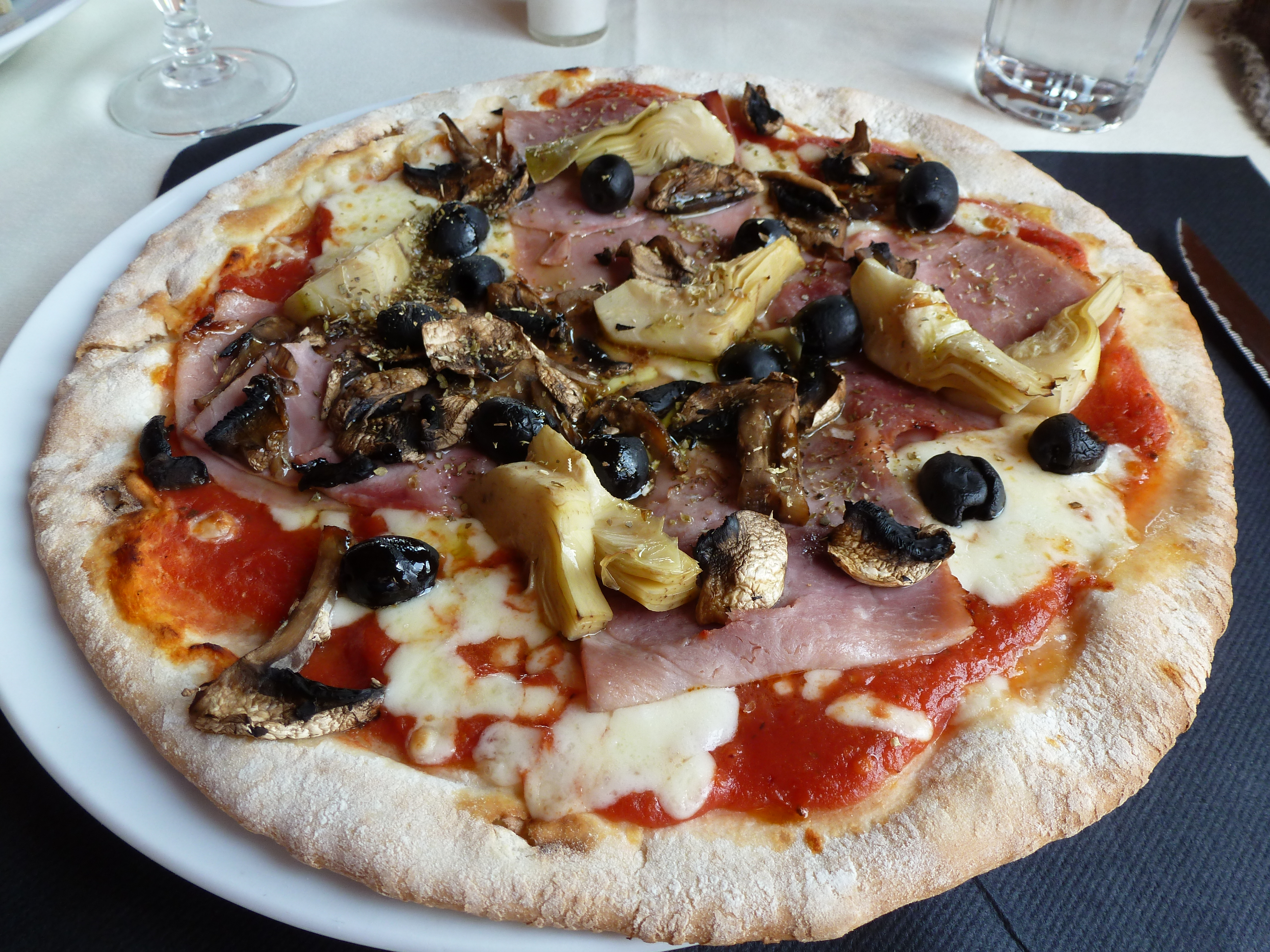
Pizza Capricciosa.
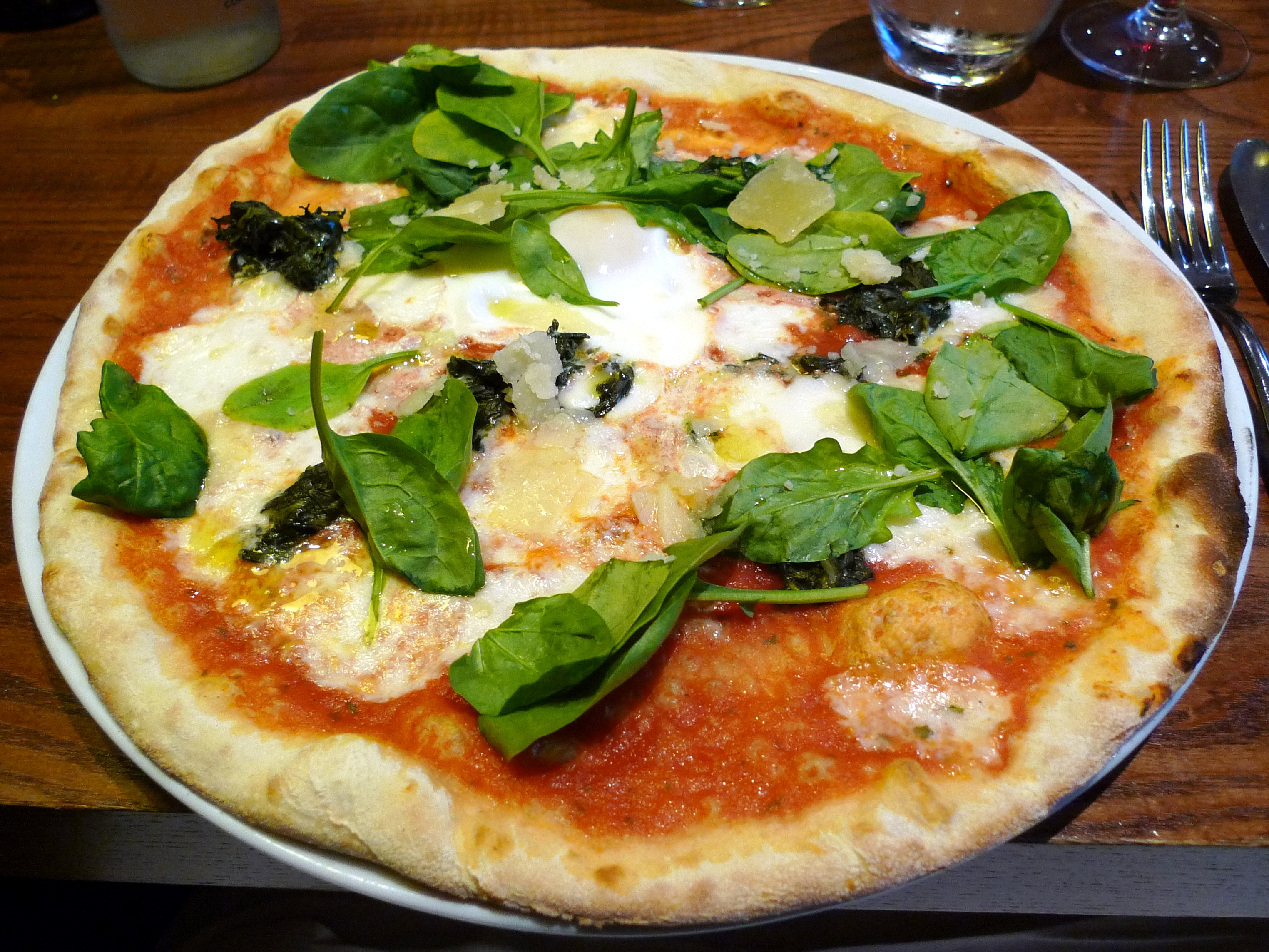
Tomate, fromage, basilic.
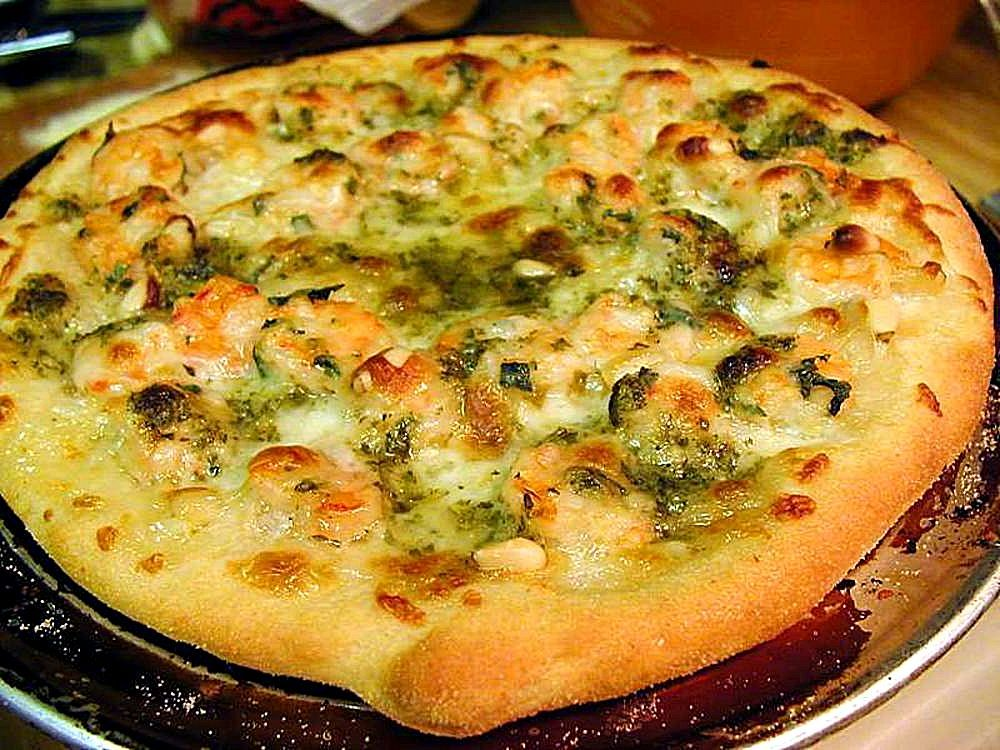
Fromage, crevette, et pesto.
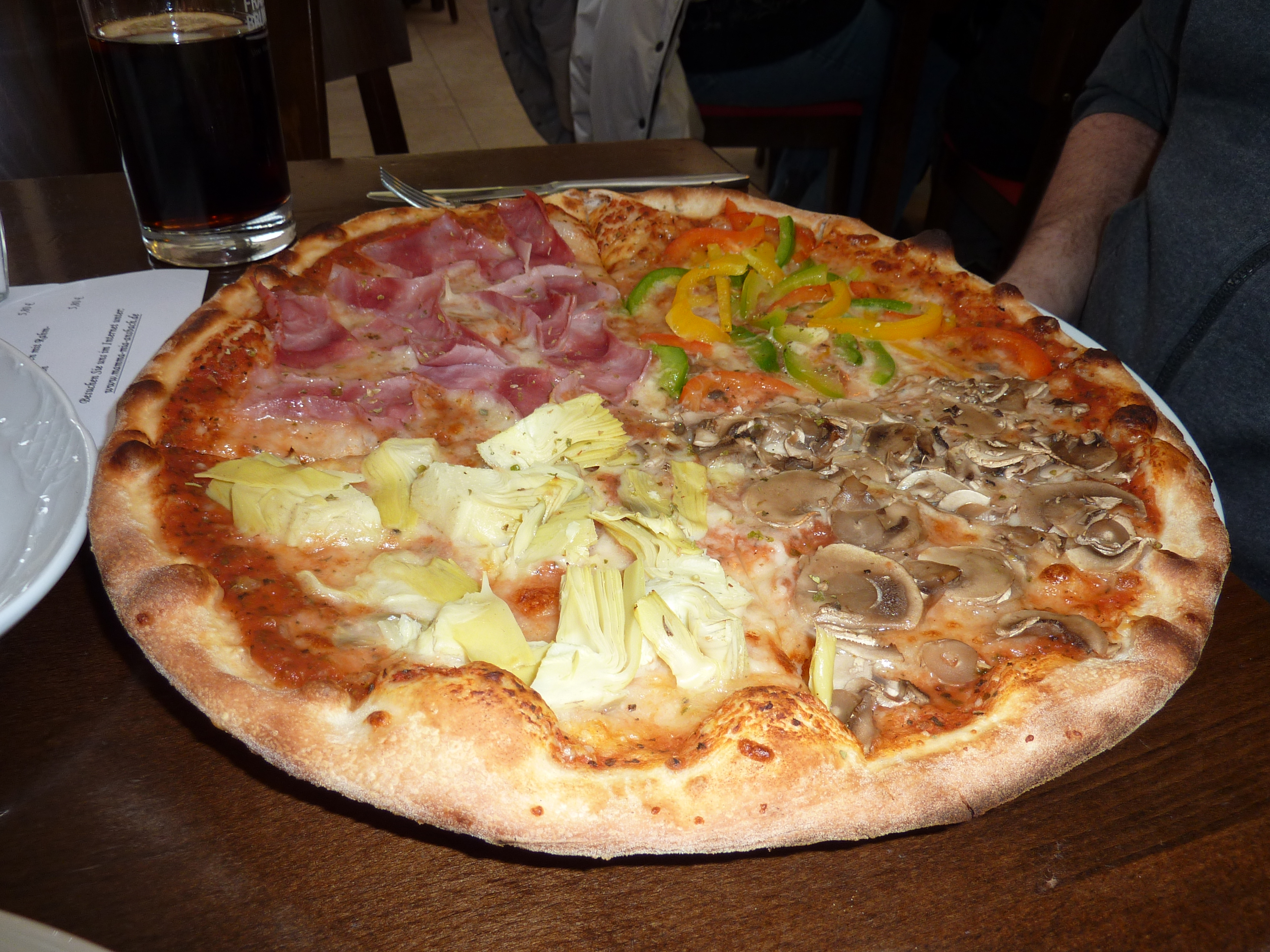
Pizza quatre saisons.
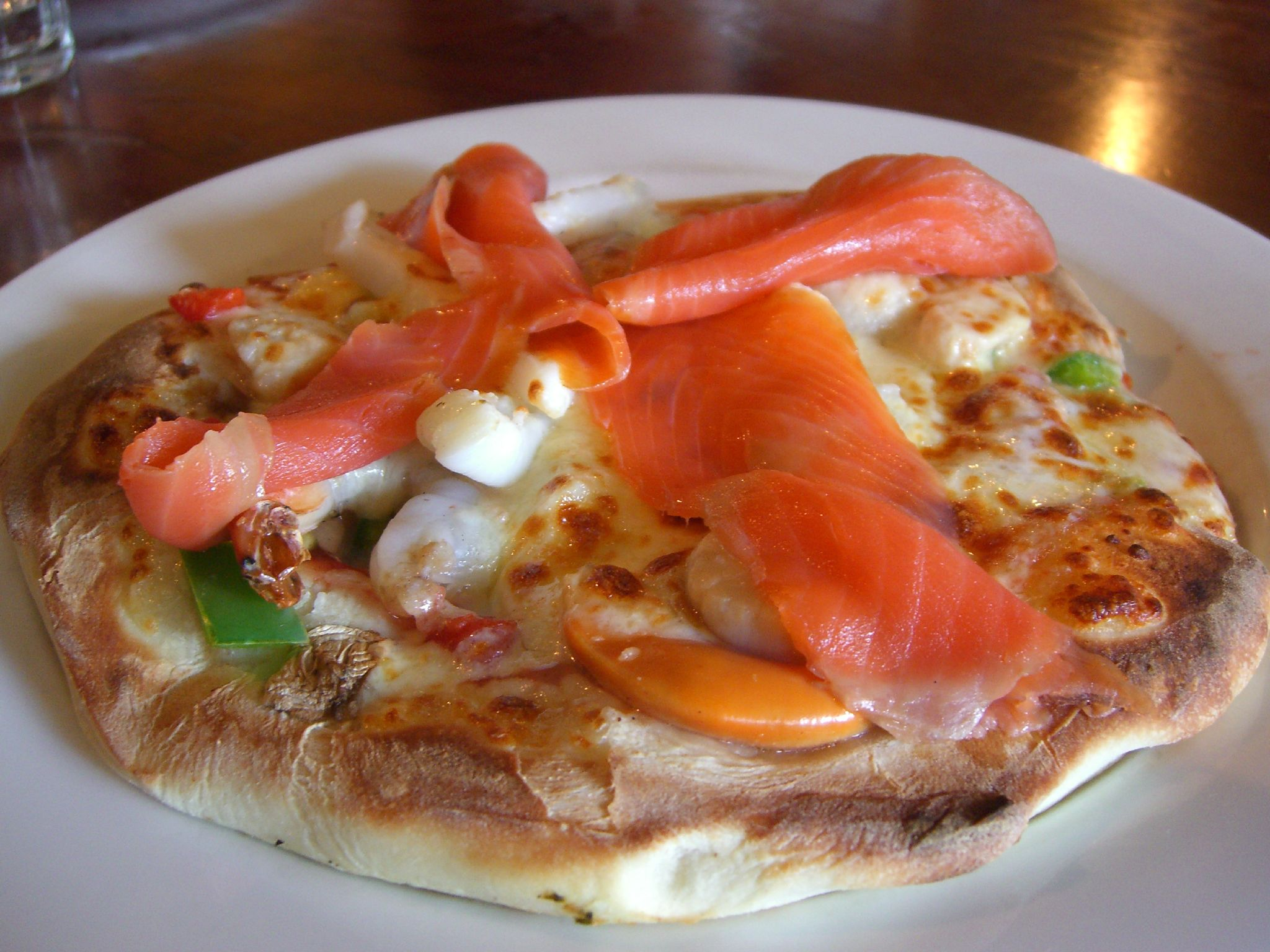
Pizza au saumon fumé.
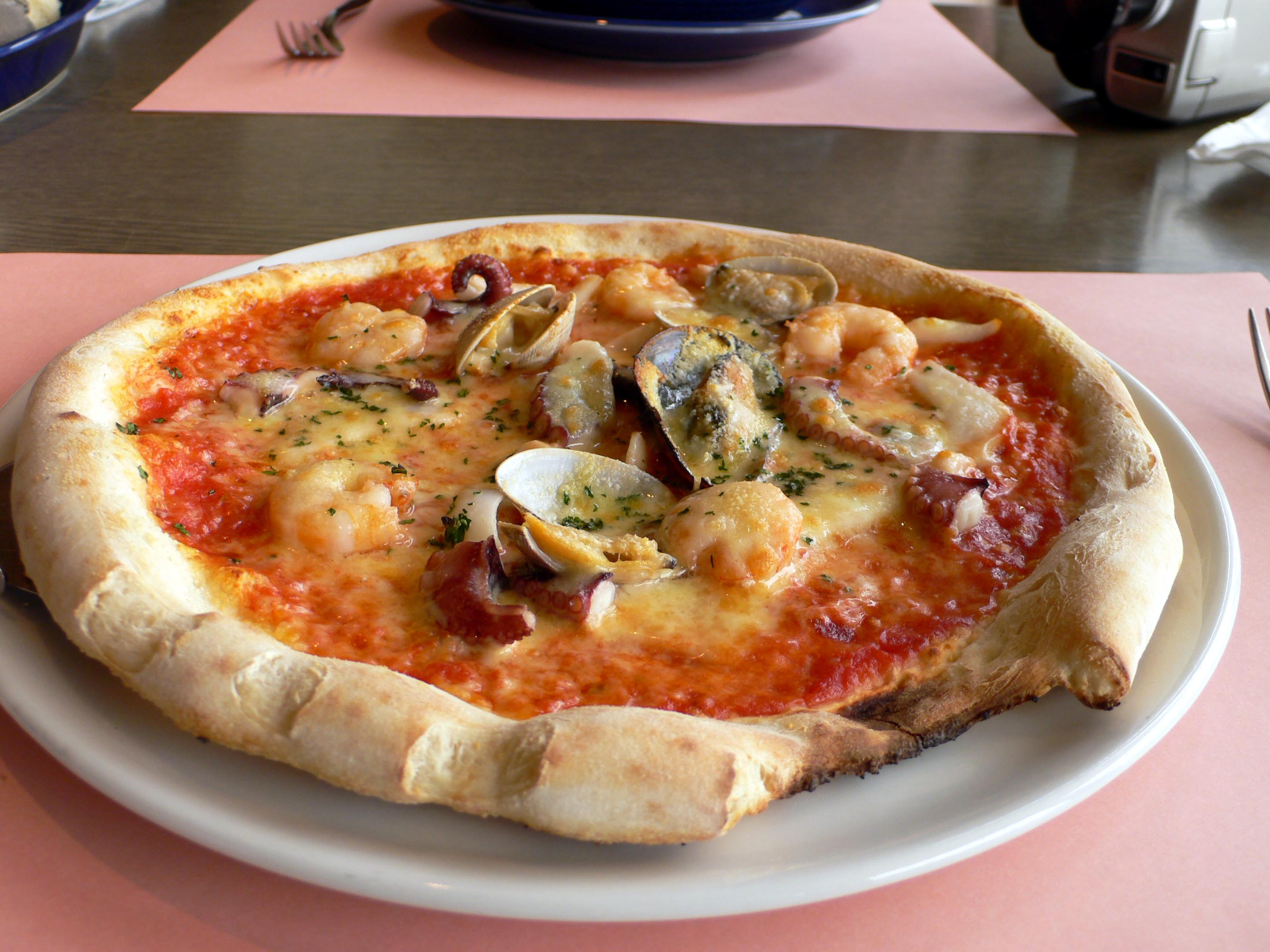
Aux fruits de mer.
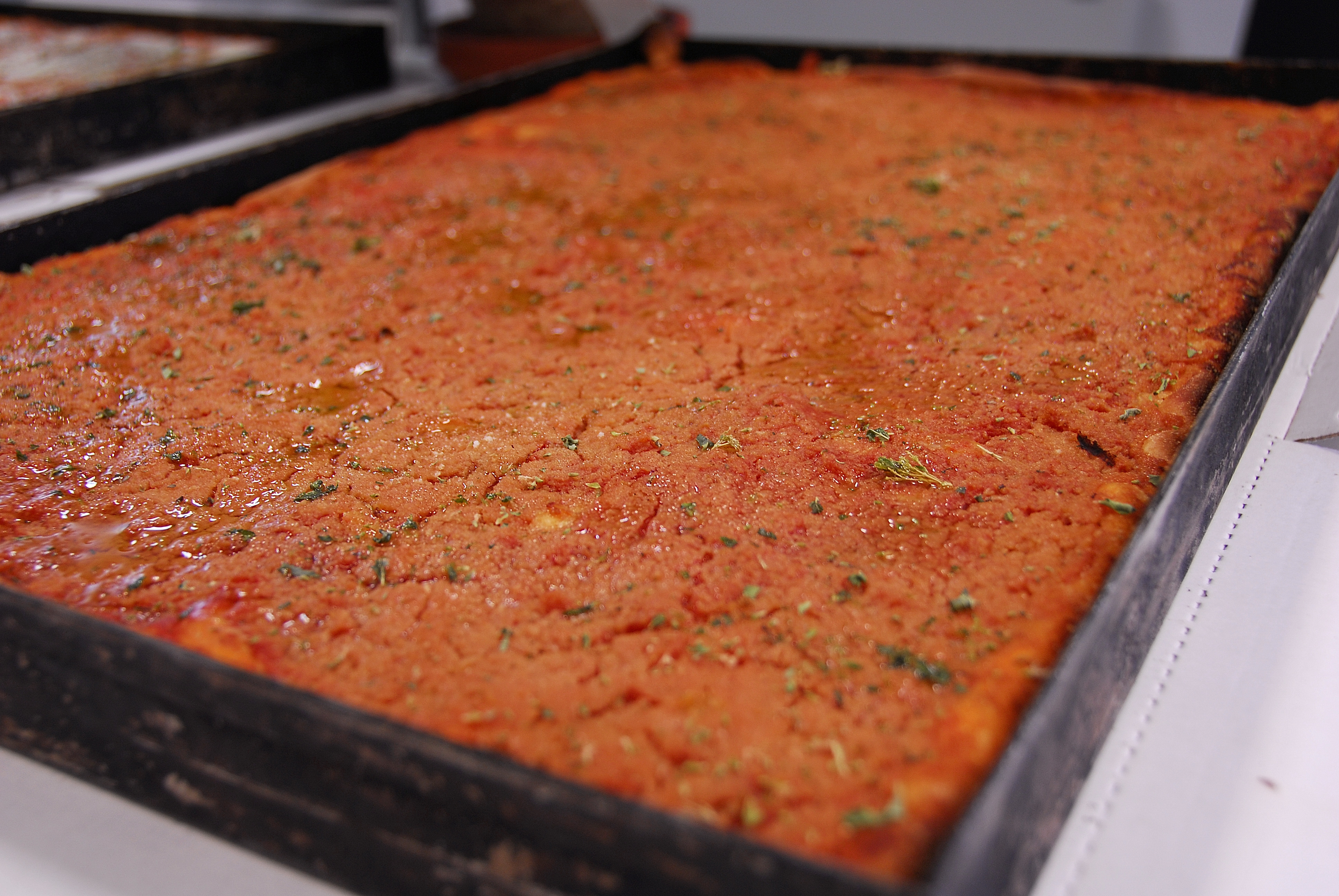
Pizza Sfincione de Palerme en Sicile (cuisine sicilienne).
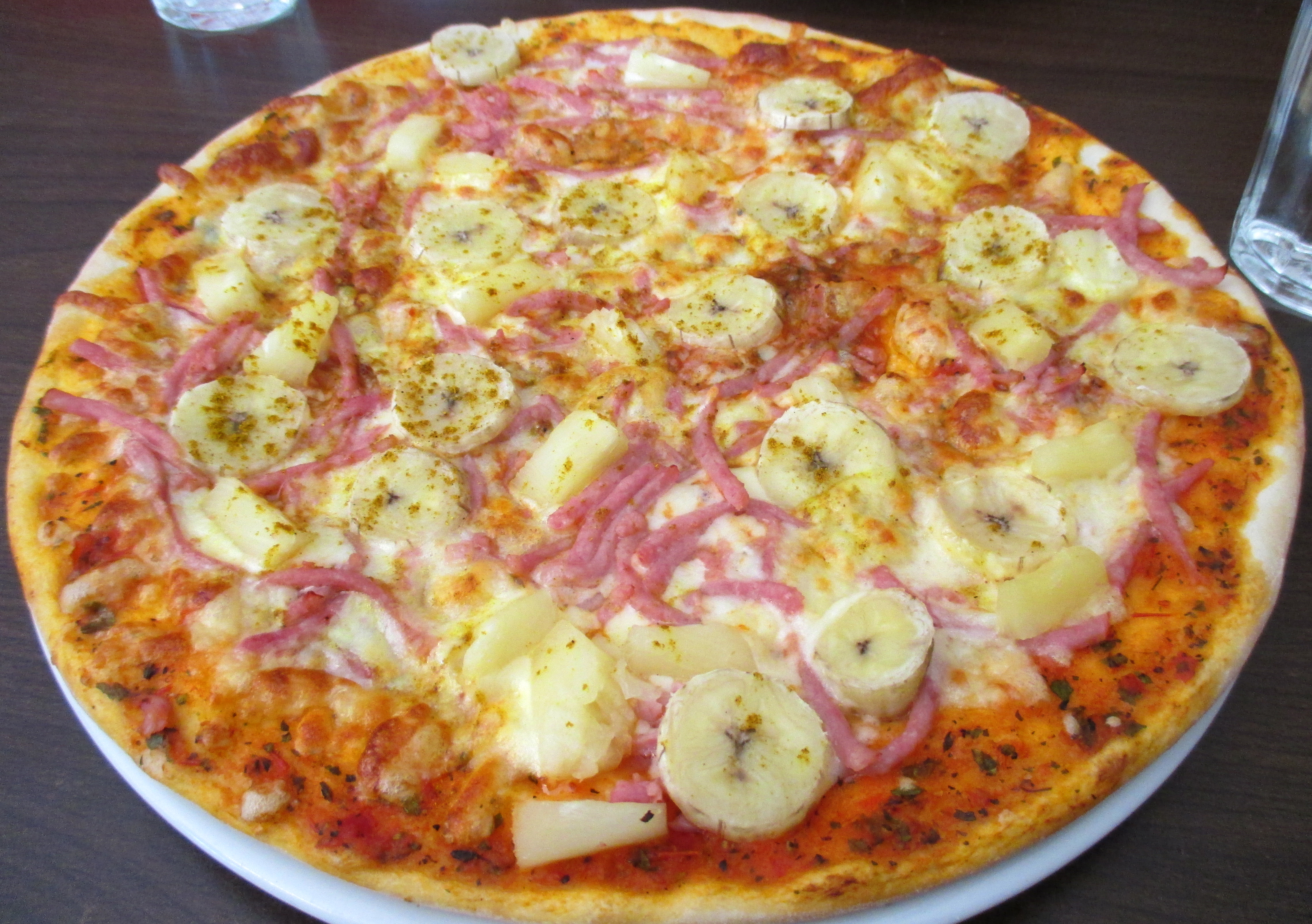
Pizza hawaïenne.

## Étymologie
Selon le linguiste Alain Rey, le mot « pizza » est « attesté primitivement au sens de « fouace, galette » dès 997, en latin médiéval, dans un document d'archive de la cathédrale de Gaeta ; il apparaît en 1535 en napolitain dans l'ouvrage Rimario, de Benedetto Di Falco et, à partir de 1549, en italien florentin. Il est spécialisé dans son sens actuel depuis 1570. L'étymologie exacte du mot est difficile à déterminer, et il existe plusieurs hypothèses à ce sujet : G. Princi Braccini propose comme étymon un mot gotique ou longobard, bizzo (haut allemand), « morceau (de pain), bouchée, fouace » ; R. Giacomelli y voit comme origine le grec vulgaire pitta, « fouace » (qui aurait donné pita en grec moderne).

## Histoire

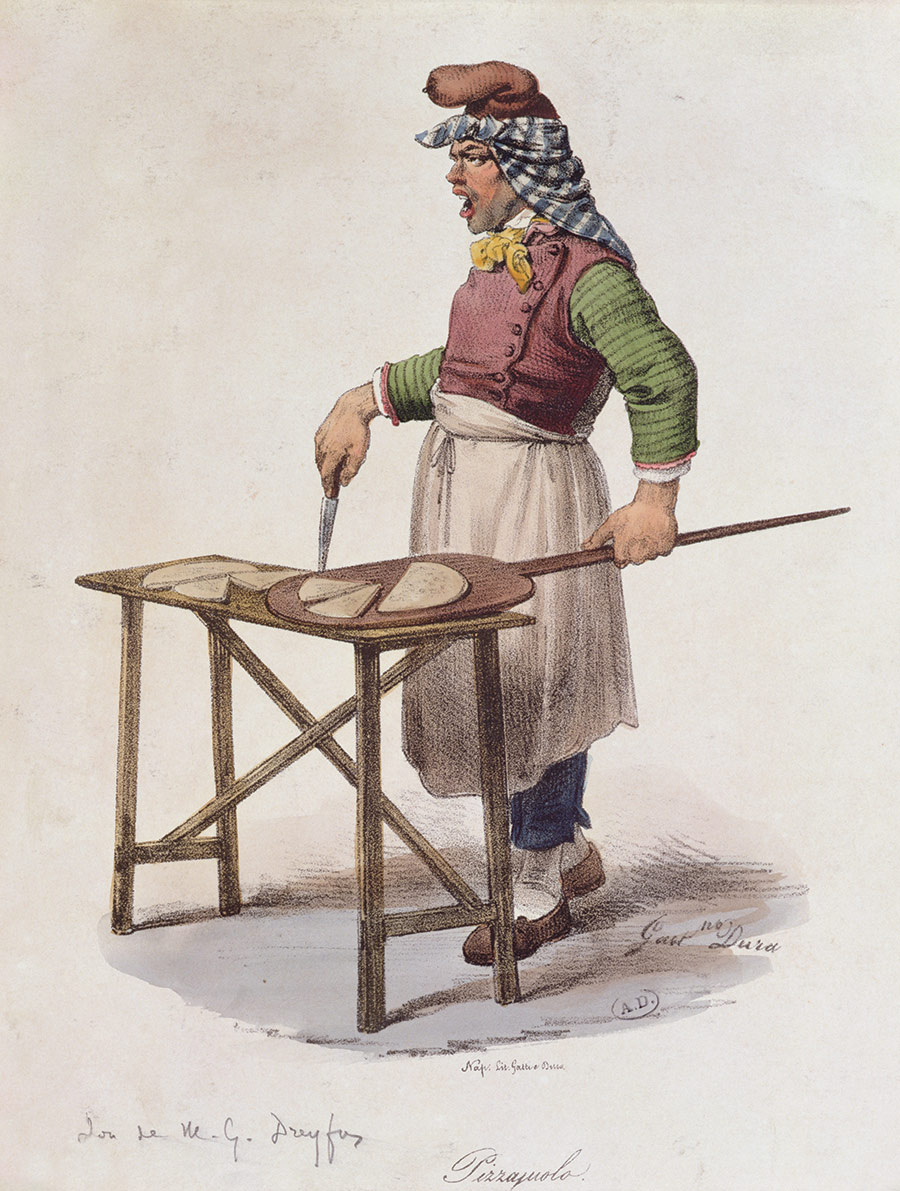
Pizzajuolo. gravure du 19e s.

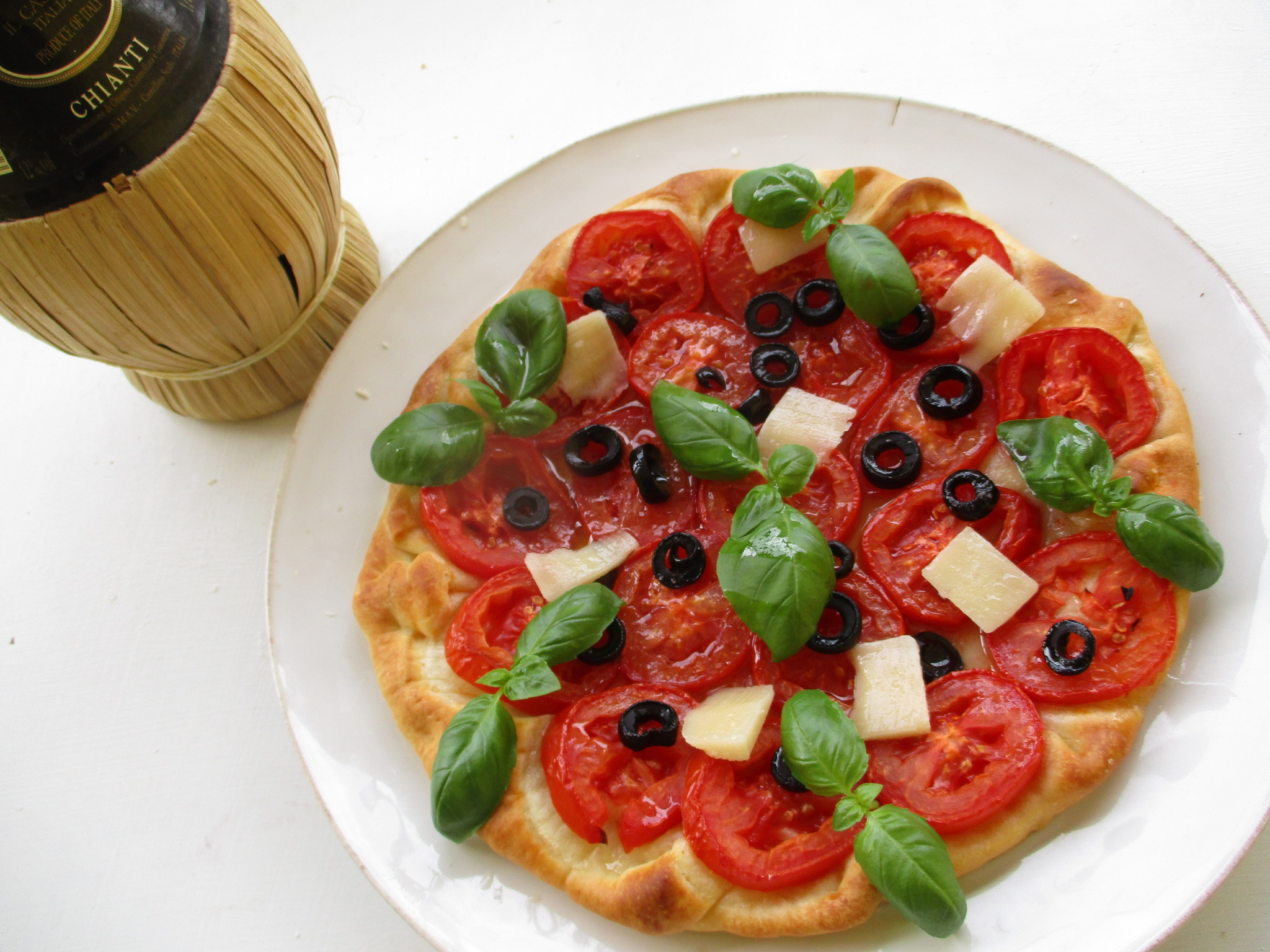
Pizza aux couleurs italiennes : tomates, olive, copeaux de parmesan (Parmigiano Reggiano), basilic, huile d'olive, et vin italien Chianti.

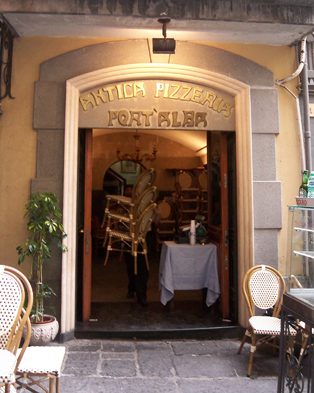
Antica Pizzeria Port'Alba de 1738 à Naples en Italie, présumée à ce jour comme la plus ancienne pizzeria connue du monde.

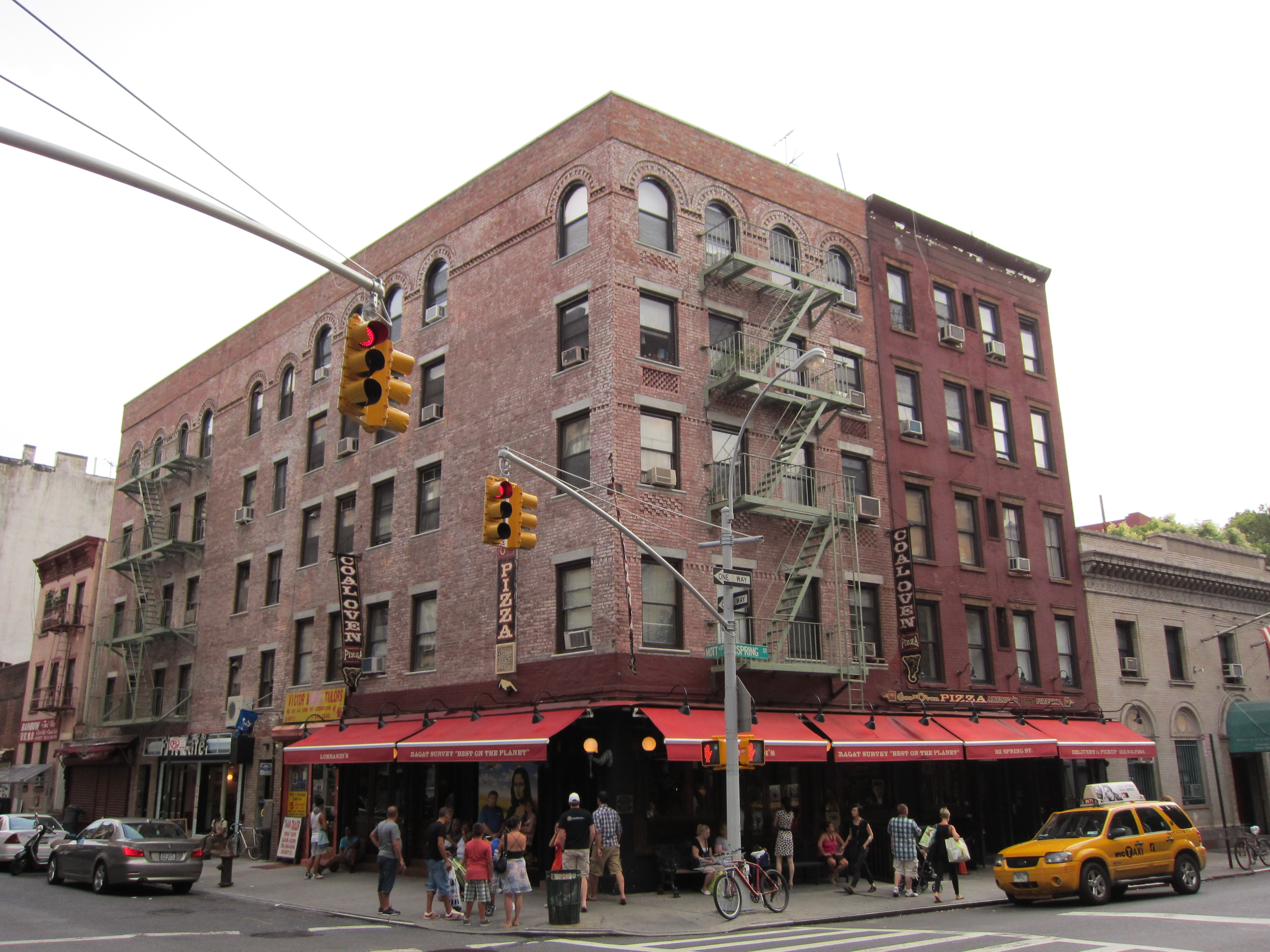
Lombardi's Pizza de 1905, du quartier Little Italy de Manhattan à New York, reconnue plus ancienne pizzeria des États-Unis.

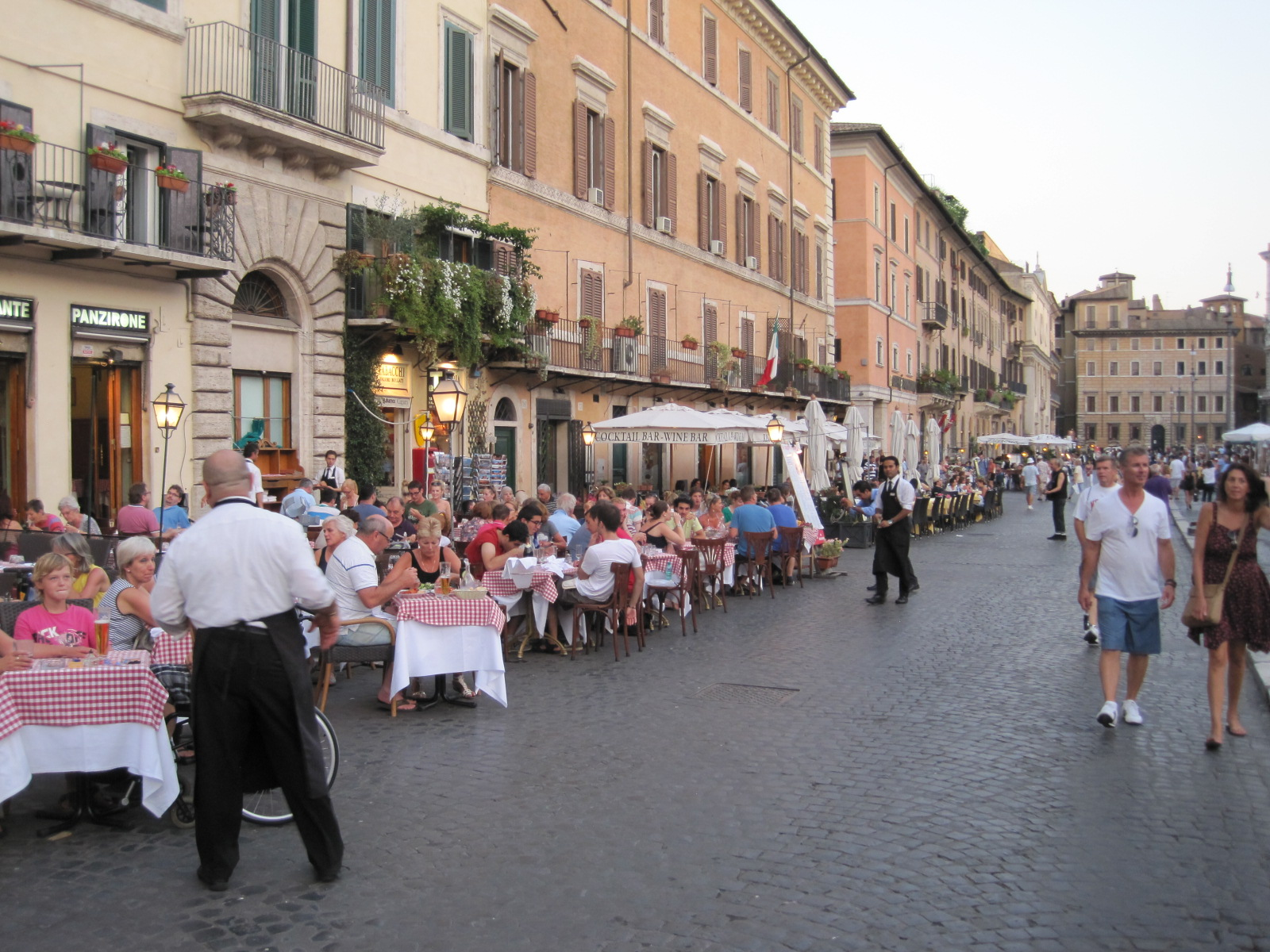
Quelques pizzerias de la Piazza Navona de Rome.

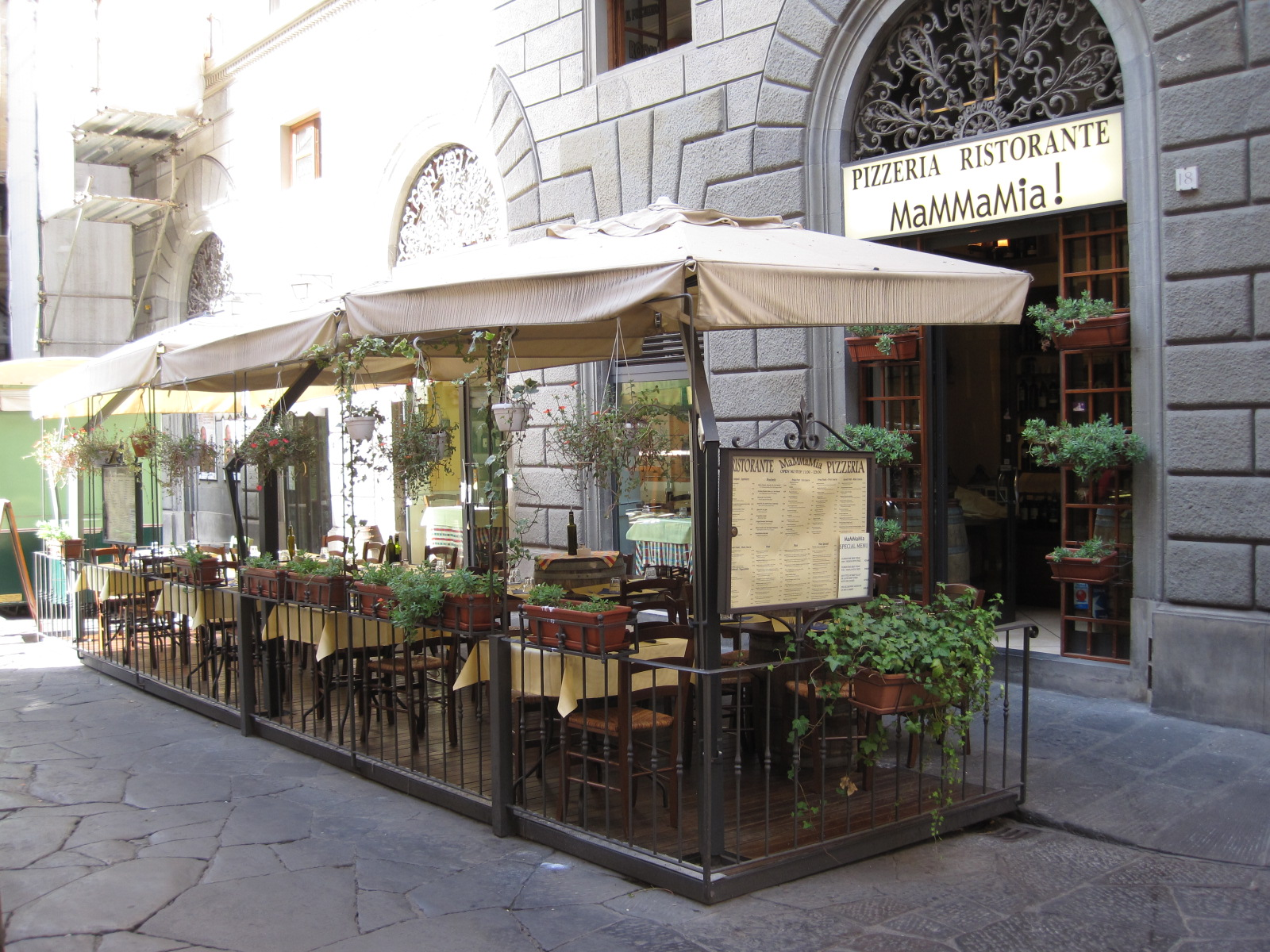
Pizzeria de Florence.

Jusqu'à l'introduction de la tomate (un des principaux ingrédients de la pizza actuelle) en Europe et à son utilisation en cuisine à la fin du XVIIe siècle, la « pizza » d'alors n'avait aucun rapport avec celle d'aujourd'hui : elle se présentait sous différentes formes et différents types dont la variété ne se limitait pas aux garnitures, mais s’élargissait aux modes de cuisson (au four ou poêlée dans l'huile).
La pizzella, sorte de pain de garde, apparaît dans le recueil de conte napolitain Lo Cunto de li cunti de Giambattista Basile, publié en 1634. Ce texte précise qu'elle se décline en pizzella sucrée réservée à la cour et en pizzella salée, sorte de casse-croûte d'extérieur, roboratif, matefaim ambulatoire réservé au petit peuple.
La tomate étant de la même famille que la belladone toxique, ses fruits ne sont d'abord pas considérés comme comestibles (la plante est surtout utilisée comme plante ornementale et le fruit est utilisé en médecine) avant le début du XVIIIe siècle en Italie, si bien que seule existe initialement la pizza bianca (« pizza blanche »), pâte aplatie et agrémentée de « choses diverses » (huile ou saindoux, herbes) qui est devenue un mets plébéien. Il a une garniture et un prix qui varient en fonction des disponibilités du marché.
La pizza bianca est progressivement détrônée par la pizza rossa (« pizza rouge »), pour partie, parce que la première, « trop proche des multiples cousines que compte l'Italie, ne permet pas d'étendre le rayonnement de Naples en l'intégrant dans les registres de cuisine régionale par la médiation du marqueur rouge ». Mais c'est plus probablement à l'épisode de la création de la pizza Margherita (pizza aux couleurs de l'Italie, créée en hommage à la reine Marguerite de Savoie, lors d'un voyage à Naples) que l'on doit l'explication de cette substitution.
La pizza rouge est prise dans un nouveau processus, avec l'émigration massive italienne (26 millions d'Italiens s'expatrient entre 1850 et 1900), et devient un véritable étendard symbolique de leur nation.

### Contexte
Dans la seconde moitié du XIXe siècle, des médecins hygiénistes tels Errico De Renzi (it), Achille Spatuzzi et Luigi Somma qui s'intéressent à l'alimentation du popolo minuto napolitain, classent la pizza parmi l'un des « aliments des pauvres » (cibi dei poveri). En 1884, Matilde Serao écrit :

« La pizza entre dans la grande catégorie des comestibles qui coûtent « un sou » et avec laquelle est constitué le déjeuner ou le dîner de la très grande majorité du peuple napolitain. »

C’est vraiment son caractère populaire (simplicité de la préparation, qualité gustative et faible coût) qui permit le développement d'un phénomène qui pouvait s'enraciner et croître seulement dans une ville à forte densité démographique et dont la population souffrait d'une extrême précarité.

### Diffusion du terme
La lexicographie suit, d'une manière objective, l'évolution du mot pizza — terme universel aujourd’hui ; les Italiens utilisaient également les mots focaccia, schiacciata, stiacciata. C'est seulement à la fin de la Seconde Guerre mondiale que le terme « pizza » se diffusera en Europe et dans le reste du monde.

#### Royaume de Naples
En 1789, Ferdinando Gallieni dans un ouvrage posthume, définit la pizza comme un nom générique de toutes les formes de tourtes, de focaccia et schiacciata, et pour les distinguer, il énumère les principales : pizza fritta, pizza a lo furno co' l'arecheta, pizza rognosa, pizza stracciata, pizza di cicoli, pizza doce, pizza di ricotta.
En 1797, l'abbé Francesco D'Alberti di Villanova publie à Lucques un Dizionario universale critico della lingua italiana, où seul le terme focaccia est précisé, et dans une seconde édition de 1804 apparaît le mot « pizza », défini comme une sorte de mets ou une espèce de focaccia.

### Fabrication artisanale

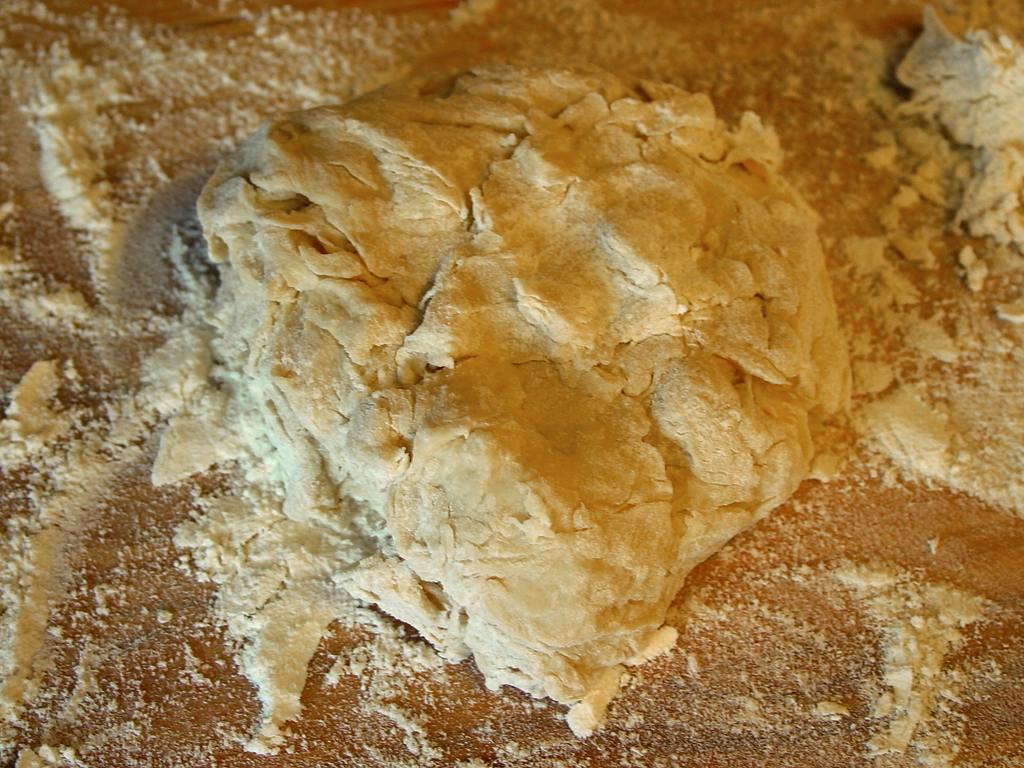
Mélange des ingrédients.
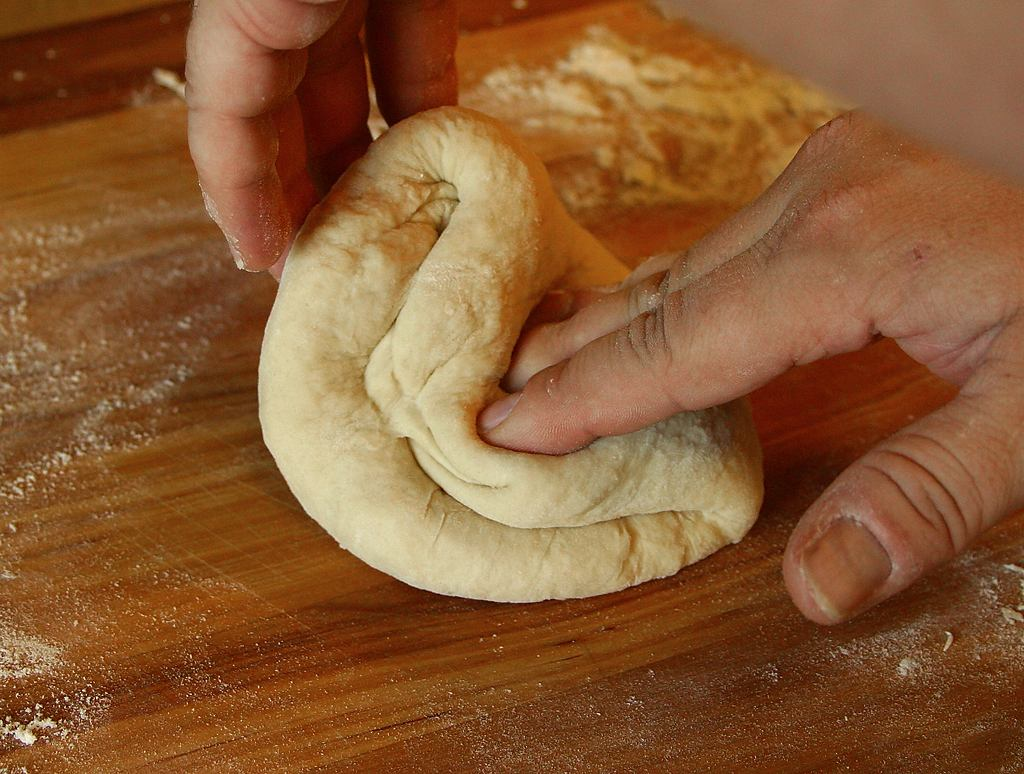
Malaxage de la pâte.
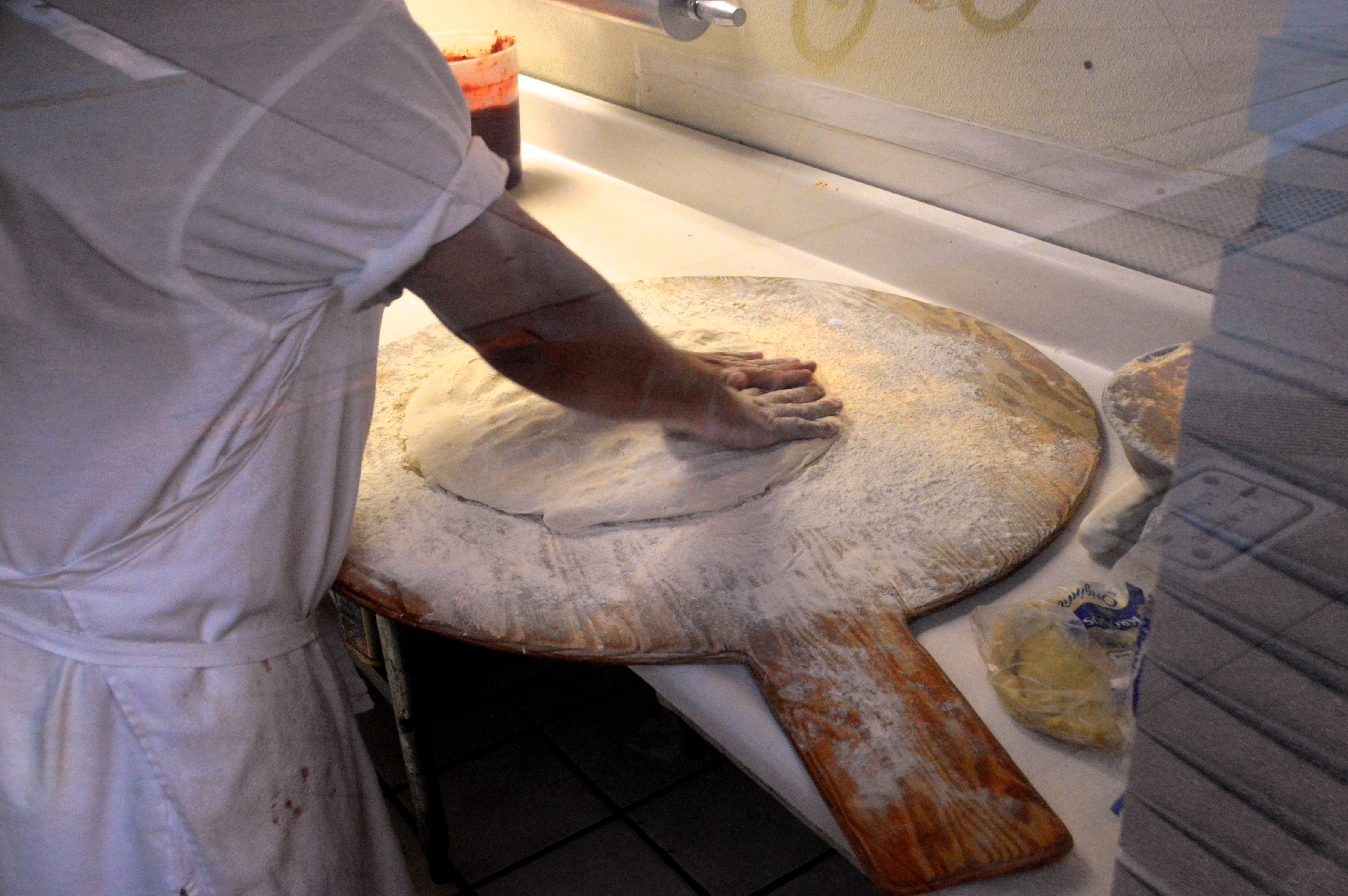
Étalage de la pâte.
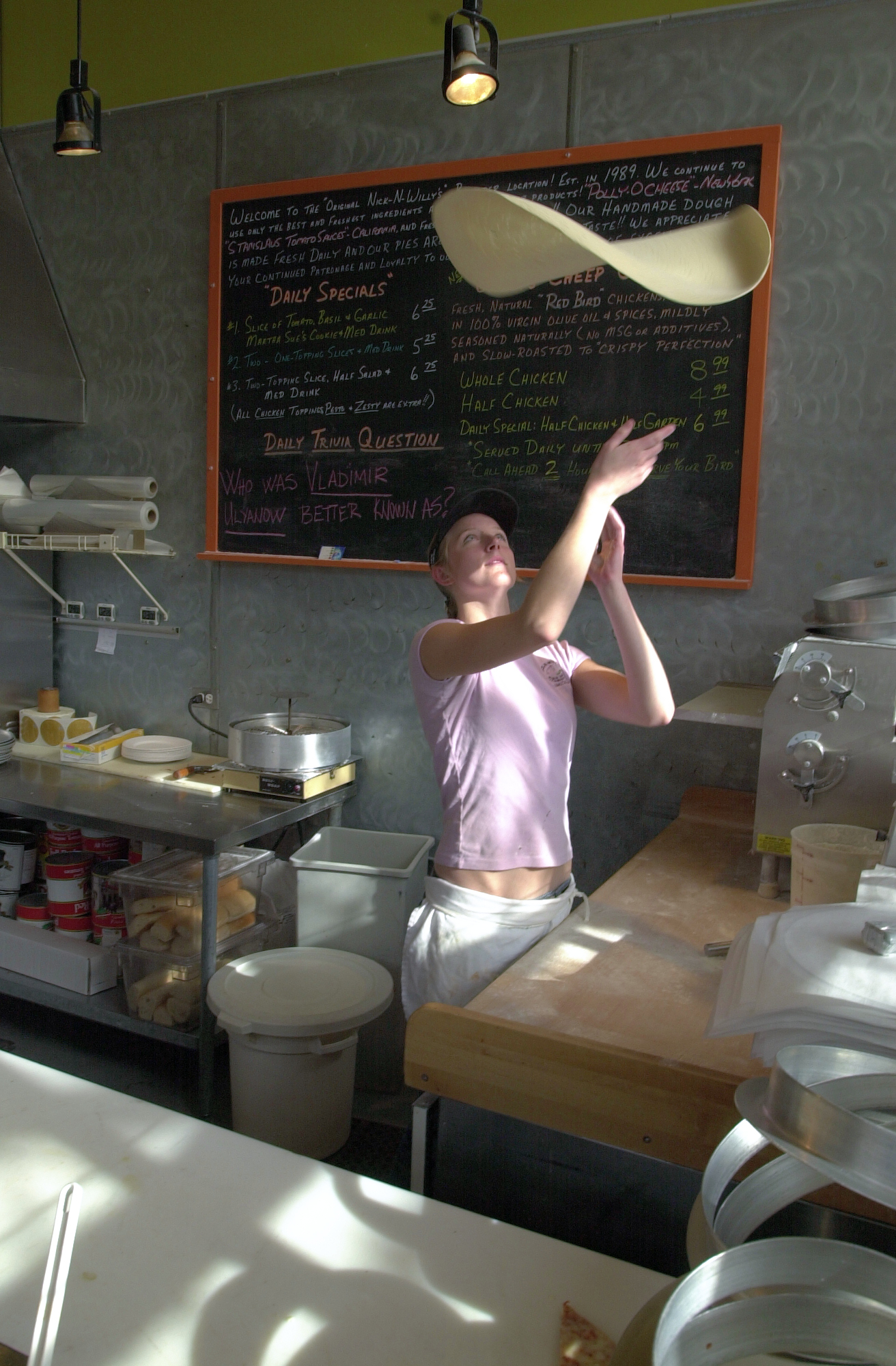
Pizzaïola en action.
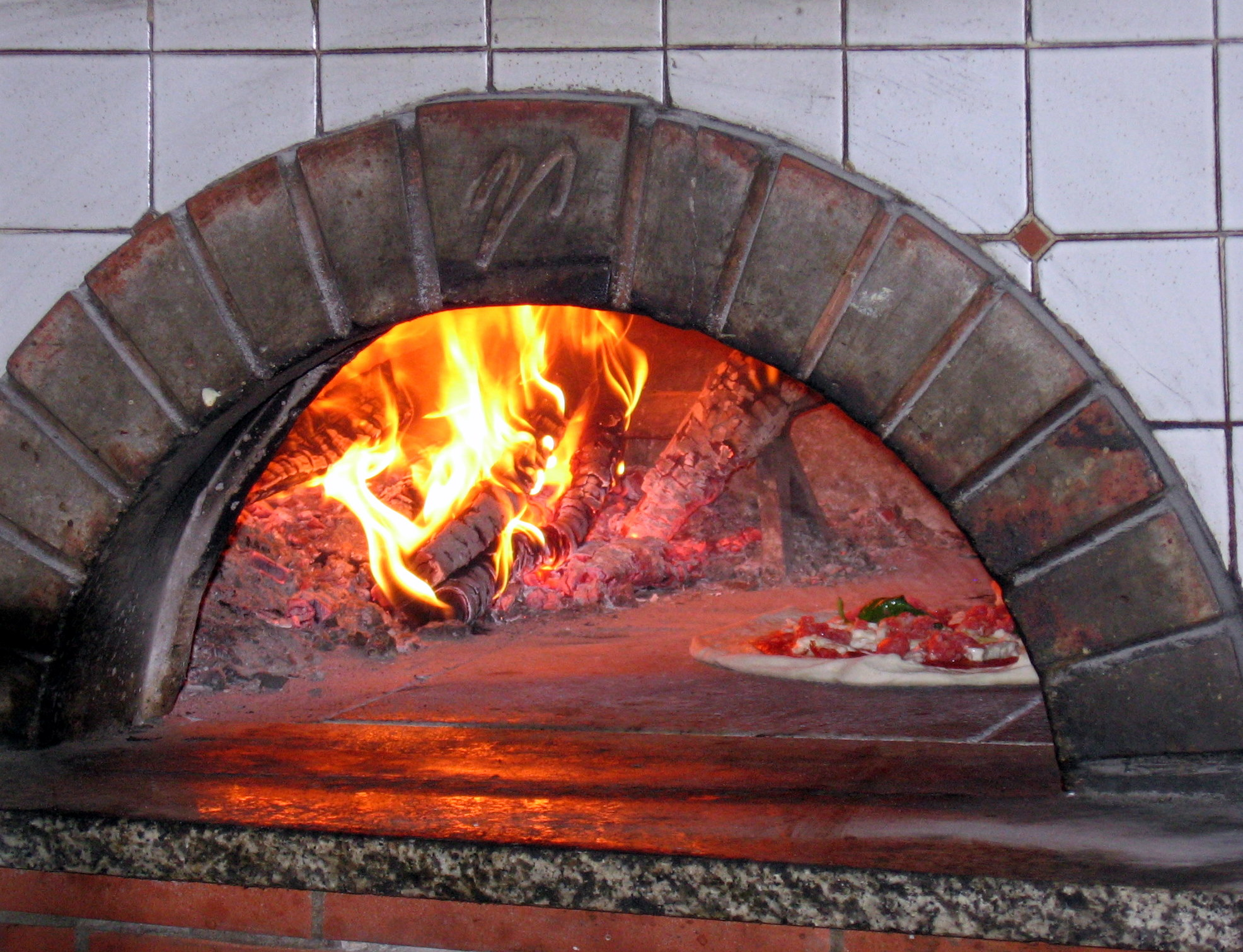
Gueule et sole d'un four à bois traditionnel.
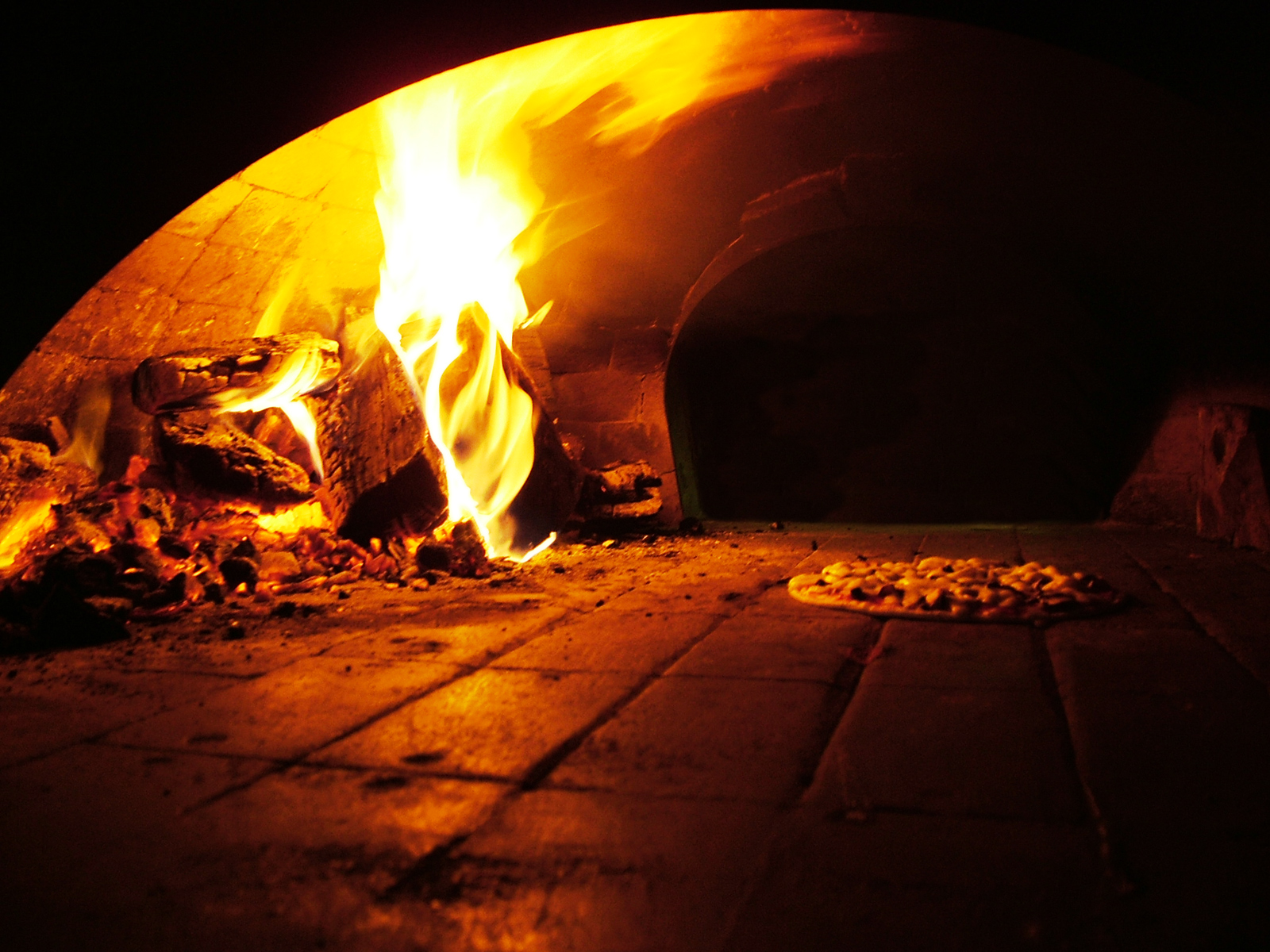
Dôme du four léché par les flammes.
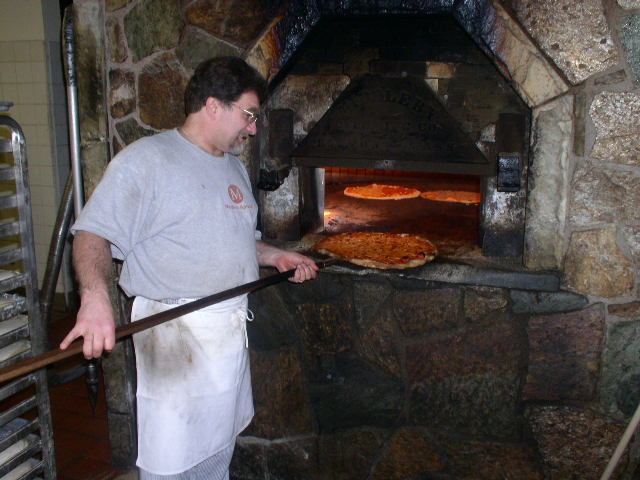
Pizza sortant du four.
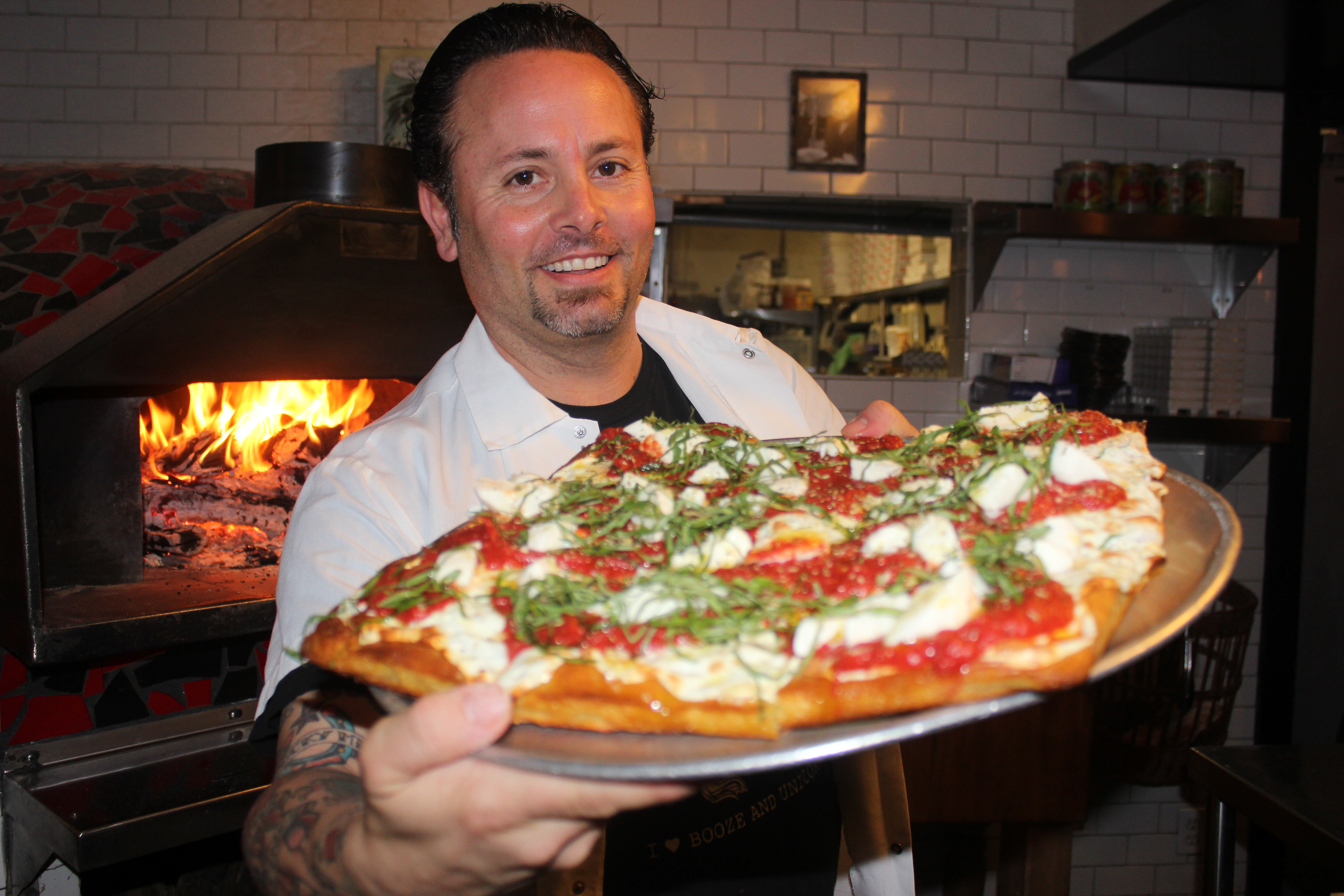
Pizza XXL.

### Pizza italienne / pizza américaine

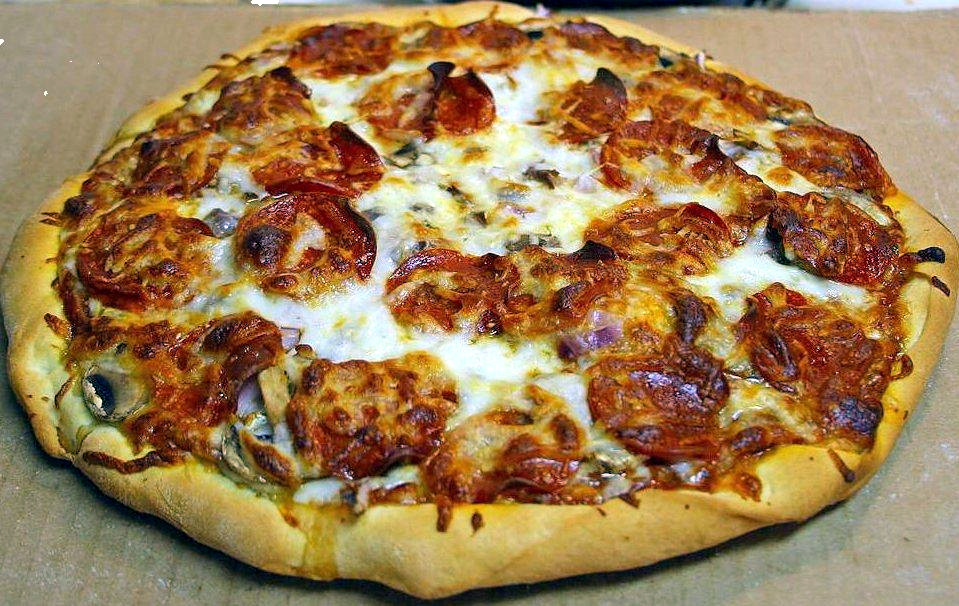
Pizza nord-américaine au pepperoni, diavola en Italie.

Pizza suprême (fond de sauce tomate, fromage, saucisson, champignons, olives, poivrons).

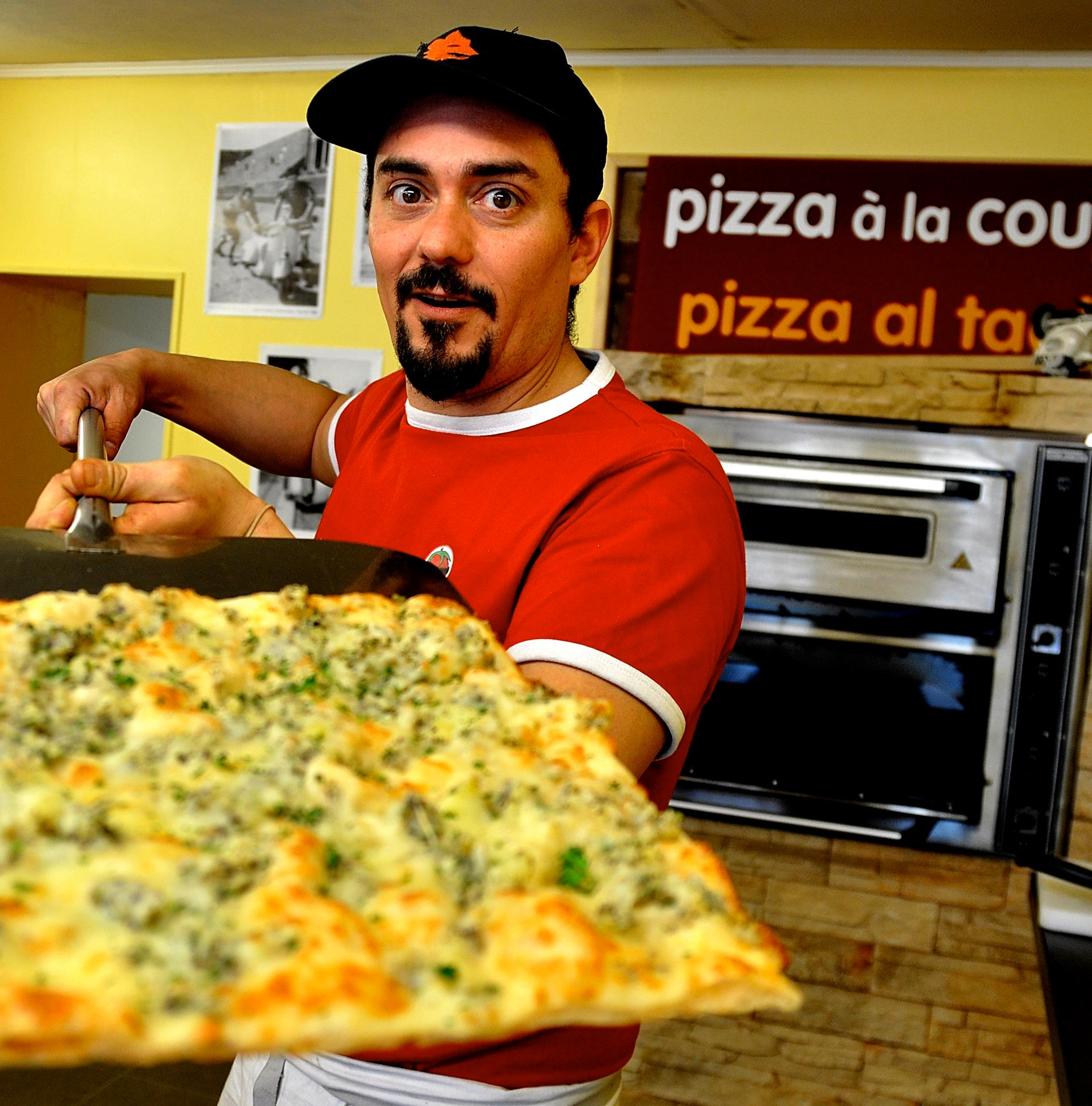
Pizza à la coupe que l'on paie au poids.

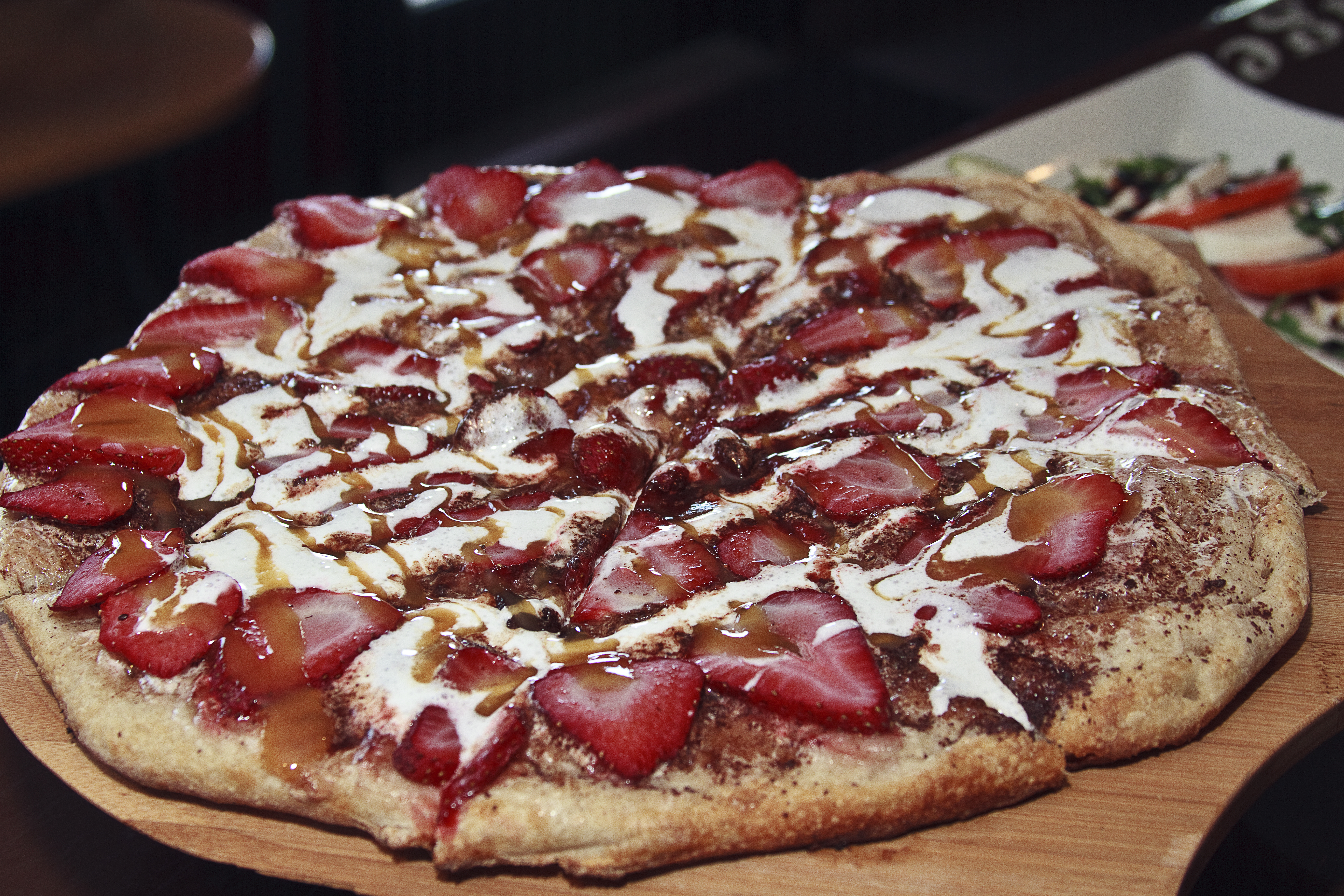
Aux fraises et à la crème fraîche.

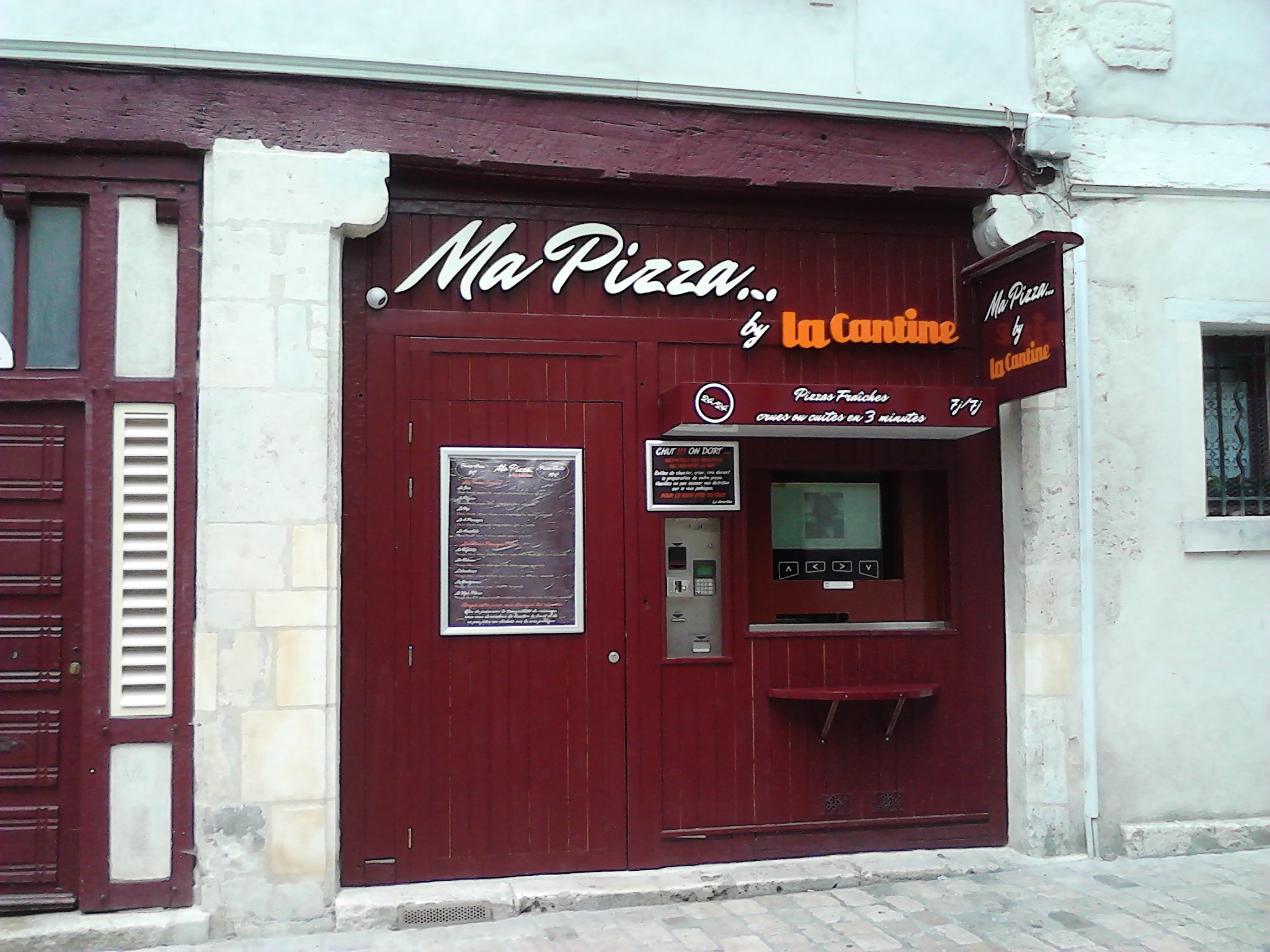
Un distributeur de pizza en libre service.